# Schoenoplectiella mucronata
Schoenoplectiella mucronata är en halvgräsart som först beskrevs av Carl von Linné, och fick sitt nu gällande namn av J.Jung och H.K.Choi. Schoenoplectiella mucronata ingår i släktet Schoenoplectiella och familjen halvgräs. Inga underarter finns listade i Catalogue of Life.